# José Vicente Ventosa

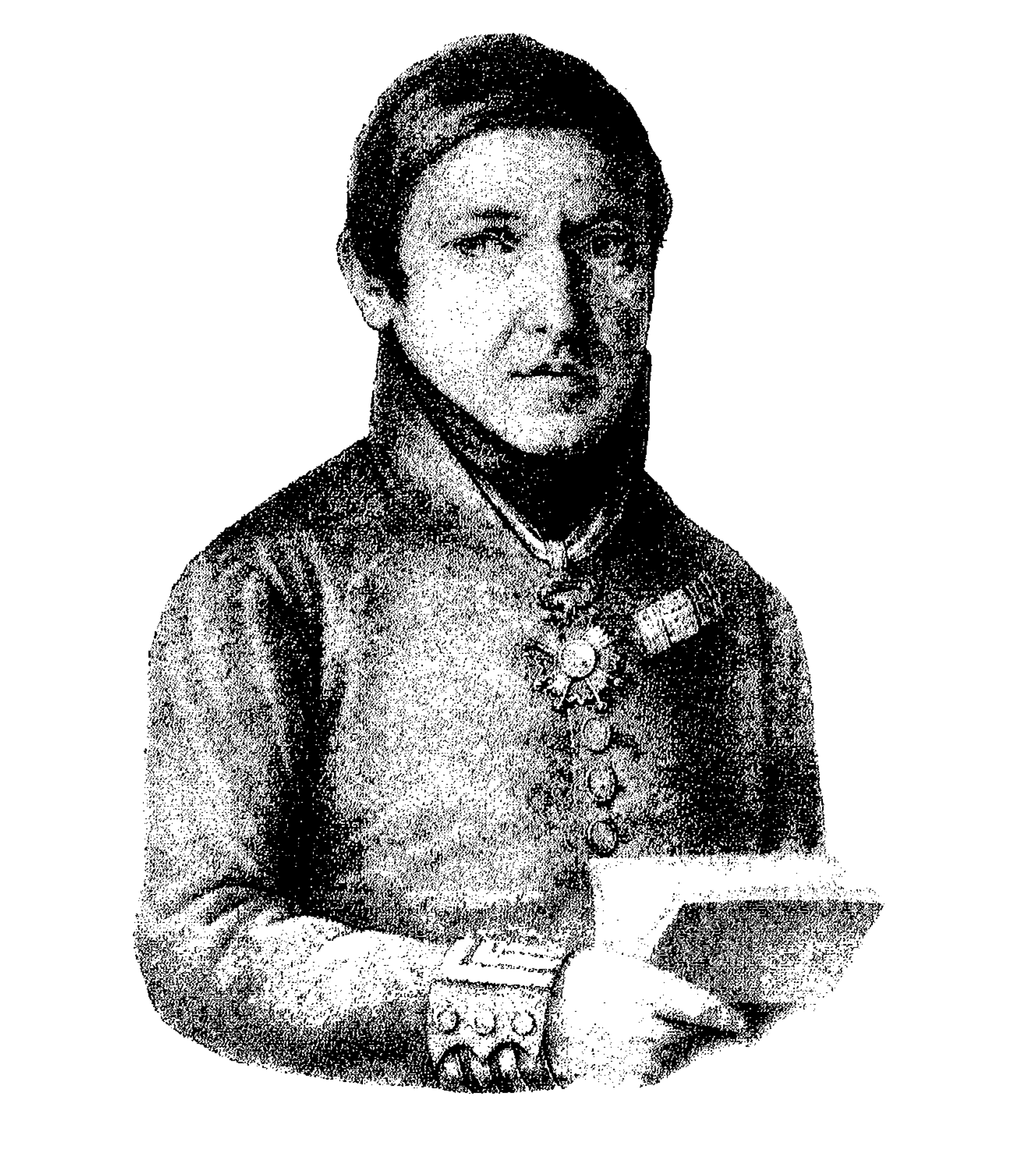
Retrato litográfico de Ventosa (c. 1841)

José Vicente Ventosa (Barcelona, 1794-¿?) fue un militar y político conocido por haber sido profesor de Isabel II y su hermana Luisa Fernanda.

## Biografía
Participó en la Guerra de la Independencia, epsecialmente en distintas batallas en Cataluña junto con la Legión catalana, donde llegaría a ser teniente. Fue hecho prisionero por los franceses en el Sitio de Tortosa (1810-1811). Permanecería en Francia hasta 1814. Posteriormente, tras el Trienio Liberal, sufriría exilio en Francia entre 1823 y 1825.
En 1836 fue elegido por la reina gobernadora María Cristina de Borbón-Dos Sicilias para maestro de primeras letras de sus hijas, Isabel II y Luisa Fernanda por recomendación de Juan González y Cabo Reluz, preceptor de las regias alumnas. Anteriormente Ventosa había tenido una escuela de primeras letras en Madrid. Su mujer, Marie Brochod se encargó de impartir labores y francés a las princesas.

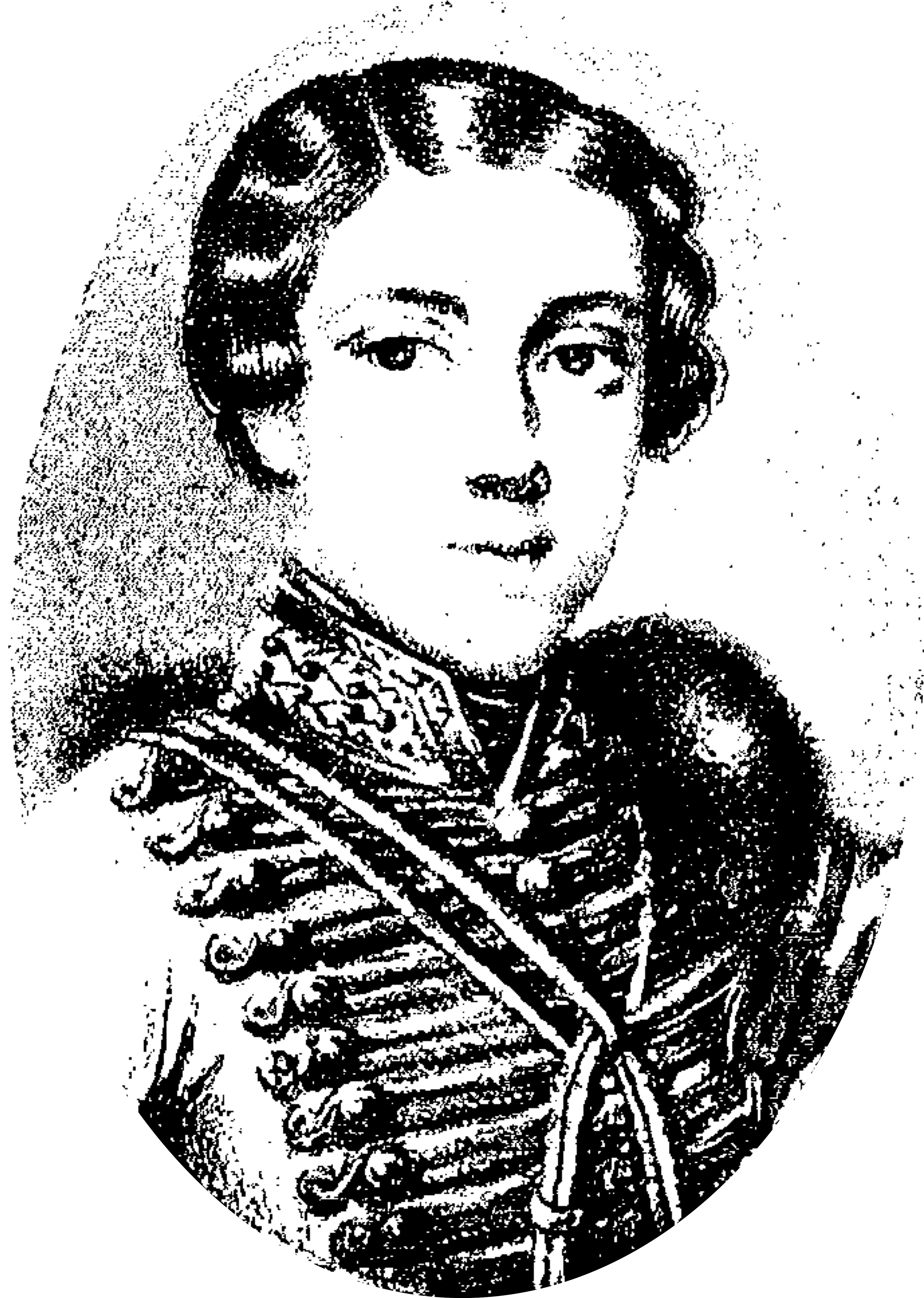
Retrato del entonces infante Francisco de Asís mostrado por Ventosa a Isabel II, objeto del conocido como episodio del retrato.

Continuó en su cargo después del exilio de María Cristina, durante la Regencia de Espartero. Su cese se produjo en agosto de 1836, a resultas del episodio conocido como del retrato. Según algunas fuentes, como la condesa de Espoz y Mina en sus memorias, habría llegado a mostrar a una joven Isabel II de apenas 12 años de edad un retrato en miniatura de su primo el infante Francisco de Asís, indicándole que este era su novio y futuro marido. Ante este hecho, sería sustituido por el futuro ministro Francisco de Luxán.
En febrero de 1843 fue elegido diputado por la provincia de Barcelona.
El 14 de julio de ese mismo año, tras la llegada del general Narváez al poder, fue nombrado jefe político de Burgos. 

## Órdenes
- Comendador de la orden de Isabel la Católica. (16 de diciembre de 1837)[Nota 1][1]
- Caballero con placa de la orden de San Hermenegildo. (1849)[2]

### Individuales
1. ↑  «Nombramiento de Comendador de la Orden de Isabel la Católica a José Vicente Ventosa, Maestro de Estudios Elementales». Portal de Archivos Españoles. 1837.
2. ↑  «Actos oficiales. Cruces». La revista militar: periódico de arte, ciencia y literatura militar 5. Establecimiento Tipogr. Militar. 1849. p. 64. Consultado el 28 de noviembre de 2021.